# スポックス・ビアード
スポックス・ビアード (Spock's Beard)は、アメリカ合衆国のプログレッシブ・ロック・バンド。

## 来歴
1992年、ロサンゼルスでアラン・モーズとニール・モーズの兄弟により結成。結成時のメンバーはモーズ兄弟、ニック・ディヴァージリオ、ジョン・バラード（ベース）。
1993年、バラード脱退後にデイヴ・メロスが参加。
1995年、デビュー・アルバム『ライト』発表。
1996年、奥本亮がキーボードで加入。
2002年、コンセプト・アルバム『スノー』が発表された後、ボーカル兼キーボードのニール・モーズが脱退、ドラムのニック・ディヴァージリオがリード・ボーカルを兼務することになった。ニールは2002年にキリスト教徒となり、音楽を通じた求道のためにはバンド活動はできないと判断したとのこと。ライブ時のサポートメンバーとしてジミー・キーガンがドラムを担当した。
2011年、ニックが脱退。サポートメンバーだったドラマーのジミーが正式なメンバーとして参加し、ボーカルはテッド・レオナルドが務めることとなった。
2014年、東京と大阪で初の来日公演を実施。
2015年、初のベスト・アルバム『The First Twenty Years』を発表。
2016年のモーズフェストで、現行メンバーにニールとニックが加わった形でアルバム『スノー』の完全再現ライブが実現した。
2016年10月、ジミーが脱退。後任をオーディションで探すが、いい人物が見つからず、ニックがゲストとして参加し新作『ノイズ・フロア〜音華郷』をレコーディングした。

## メンバー

### 現在のメンバー
- アラン・モーズ (Alan Morse) – ギター、バック・ボーカル (1992年– )
- デイヴ・メロス (Dave Meros) – ベース、バック・ボーカル (1993年– )、キーボード (2011年– )
- 奥本亮 (Ryo Okumoto) – キーボード、バック・ボーカル (1995年– )
- テッド・レオナルド (Ted Leonard) – リード・ボーカル、ギター (2011年– )
- マイク・ソーン (Mike Thorne) – ドラム (ライブ・メンバー: 2018年– )

### 旧メンバー
- ジョン・バラード (John Ballard) – ベース (1992年–1993年)
- ニック・ディヴァージリオ (Nick D'Virgilio) – ドラム (1992年–2011年 ※2017年–2018年はライブ・メンバー、2017年–現在はスタジオ・メンバー)、バック・ボーカル (1992年–2002年、2017年– )、リード・ボーカル、ギター、キーボード (2002年–2011年)
- ニール・モーズ (Neal Morse) – リード・ボーカル、キーボード、ギター、シンセサイザー (1992年–2002年)
- ジミー・キーガン (Jimmy Keegan) – ドラム、バック・ボーカル (2011年–2016年 ※2002年–2011年はライブ・メンバー)

## ディスコグラフィ

### スタジオ・アルバム
- 『ライト』 - The Light (1995年)
- 『ビウェア・オブ・ダークネス』 - Beware of Darkness (1996年)
- 『カインドネス・オブ・ストレンジャーズ』 - The Kindness of Strangers (1997年)
- 『デイ・フォー・ナイト』 - Day for Night (1999年)
- 『V』 - V (2000年)
- 『スノー』 - Snow (2002年)
- Feel Euphoria (2003年)
- Octane (2005年)
- 『スポックス・ビアード』 - Spock's Beard (2006年)
- X (2010年)
- 『ブリーフ・ノクターンズ・アンド・ドリームレス・スリープ』 - Brief Nocturnes and Dreamless Sleep (2013年)
- The Oblivion Particle (2015年)
- 『ノイズ・フロア〜音華郷』 - Noise Floor (2018年)

### ライブ・アルバム
- Official Live Bootleg/The Beard is Out There (1996年)
- Live at the Whisky and NEARfest (1999年)
- Don't Try This at Home (2000年)
- There and Here (2000年)
- Gluttons for Punishment (2005年)
- Live (2008年)
- Live at High Voltage Festival (2011年)
- The X-Tour Live (2012年)
- Live at Sea (2014年)
- Snow – Live (2017年)

### コンピレーション・アルバム
- From the Vault (1998年)
- The First Twenty Years (2015年)

### シングル
- "Skin" (1999年)
- "All On a Sunday" (2001年)